# Macrocnemum tortuosum
Macrocnemum tortuosum är en måreväxtart som beskrevs av Theodor Carl Karl Julius Herzog. Macrocnemum tortuosum ingår i släktet Macrocnemum och familjen måreväxter.
Artens utbredningsområde är Bolivia. Inga underarter finns listade i Catalogue of Life.